# Bulgarien ved sommer-OL 2012
Bulgarien deltog under Sommer-OL 2012 i London som blev arrangeret i perioden 27. juli til 12. august 2012. 

## Medaljer
| 2012 London | Guld | Sølv | Bronze | Total |
| Bulgarien   | 0    | 2    | 1      | 3     |